# Medelby
För andra betydelser, se Medelby (olika betydelser).

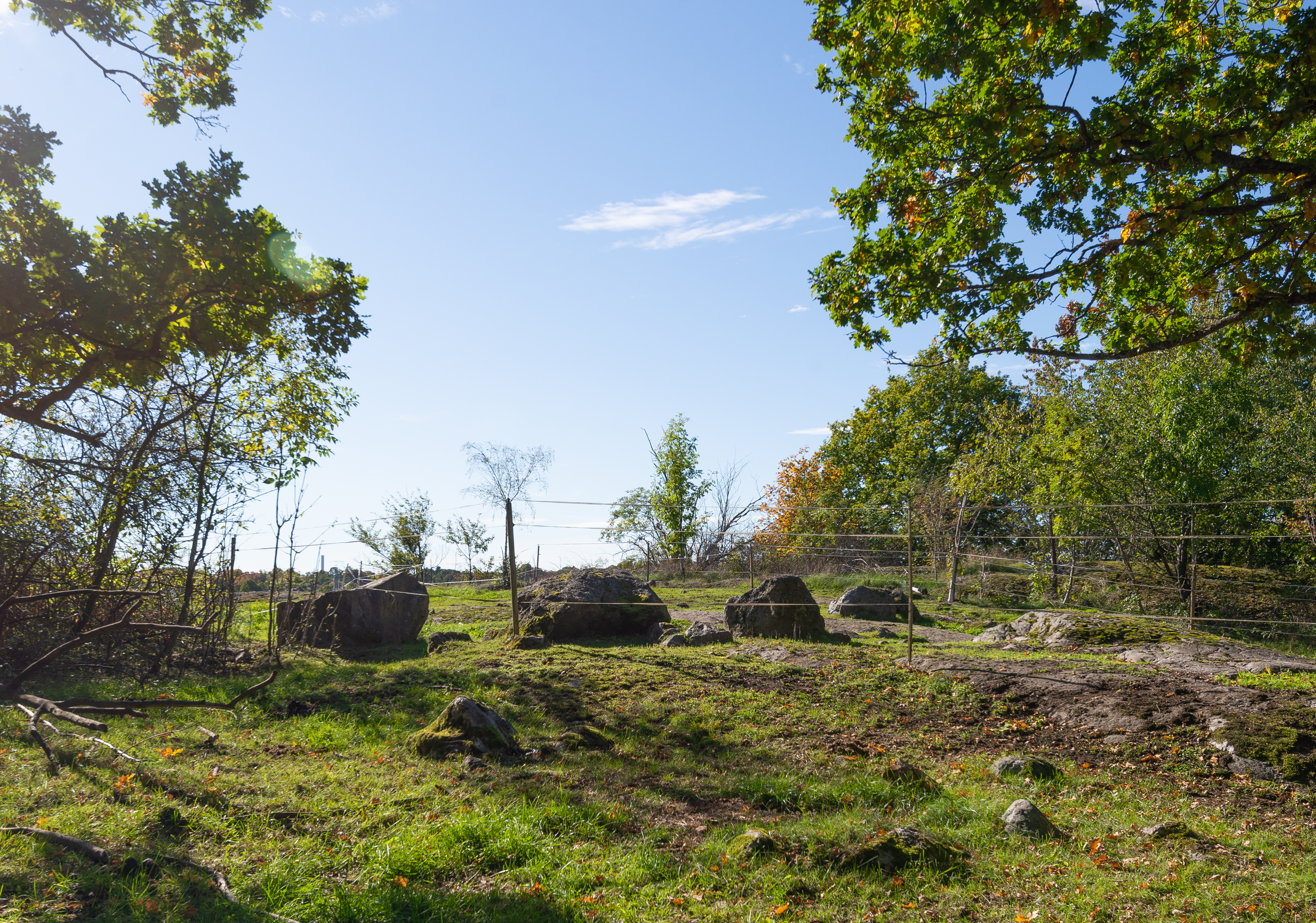
Drottningberget på Gärdet i Stockholm och trolig plats för den medeltida byn Medelby.

Medelby var en kungsladugård, eller flera gårdar, som fanns under 1500-talet på Ladugårdslandet på Gärdet i Stockholm. Liksom Unnanrör, och tre andra gårdar, försvann Medelby när marken indrogs till kronan efter Gustav Vasas reduktion 1527. Möjligtvis låg Medelby på nuvarande Drottningberget (cirka 400 meter nordväst om Kaknästornet) där det finns brandgravar och andra lämningar från järnåldern.

### Webbkällor
- ”Ladugårdslandet med Tyskbagarbergen blir Östermalm”. Stockholmskällan. sid. 9. https://stockholmskallan.stockholm.se/PostFiles/SMF/SD/SSMB_0026942_01.pdf. Läst 16 januari 2022.
- ”VIKSBERGSBACKEN”. https://docplayer.se/amp/105005629-Martin-a-ohlson-viksbergsbacken.html. Läst 16 januari 2022.
- Thomas Roth. ”Borgen och Ladugårdsgärde”. http://www.jr4it.com/minnen/dok/borgen.pdf. Läst 6 april 2009.
